# Sport-Club Freiburg 2012-2013
Questa voce raccoglie le informazioni riguardanti lo Sport-Club Freiburg nelle competizioni ufficiali della stagione 2012-2013.

## Stagione
Il Friburgo chiuse il campionato al 5º posto, raggiungendo così la qualificazione per l'Europa League 2013-2014. L'avventura nella Coppa di Germania 2012-2013, invece, si chiuse in semifinale a causa della sconfitta patita contro lo Stoccarda. I calciatori più utilizzati in stagione furono Oliver Baumann e Max Kruse, con 39 presenze ciascuno (34 in campionato, 5 in coppa); lo stesso Kruse fu il miglior marcatore, assieme a Jonathan Schmid (entrambi segnarono 12 gol, di cui 11 in campionato).

## Divise e sponsor
Lo sponsor tecnico per la stagione 2012-2013 fu Nike, mentre lo sponsor ufficiale fu Ehrmann. La divisa casalinga era composta da una maglietta rossa, pantaloncini neri e calzettoni rossi. Quella da trasferta era invece completamente bianca con inserti neri.
| Casa | Trasferta |

## Rosa
| N. |                         | Ruolo | Calciatore            |
| -- | ----------------------- | ----- | --------------------- |
| 1  | Germania (bandiera)     | P     | Oliver Baumann        |
| 2  | Rep. Ceca (bandiera)    | D     | Pavel Krmaš           |
| 4  | Svizzera (bandiera)     | D     | Beg Ferati            |
| 6  | Norvegia (bandiera)     | D     | Vegar Eggen Hedenstad |
| 7  | RD del Congo (bandiera) | C     | Cédric Makiadi        |
| 8  | Germania (bandiera)     | A     | Jan Rosenthal         |
| 9  | Croazia (bandiera)      | A     | Ivan Santini          |
| 11 | Germania (bandiera)     | C     | Hendrick Zuck         |
| 11 | Mali (bandiera)         | A     | Garra Dembélé         |
| 13 | Senegal (bandiera)      | D     | Fallou Diagne         |
| 14 | Bielorussia (bandiera)  | C     | Anton Pucila          |
| 17 | Francia (bandiera)      | C     | Jonathan Schmid       |
| 18 | Germania (bandiera)     | C     | Johannes Flum         |
| 19 | Germania (bandiera)     | P     | Daniel Batz           |
| 20 | Germania (bandiera)     | A     | Max Kruse             |

| N. |                                 | Ruolo | Calciatore         |
| -- | ------------------------------- | ----- | ------------------ |
| 21 | Spagna (bandiera)               | C     | Ezequiel           |
| 22 | Germania (bandiera)             | C     | Marco Terrazzino   |
| 23 | Germania (bandiera)             | C     | Julian Schuster    |
| 24 | Bosnia ed Erzegovina (bandiera) | D     | Mensur Mujdža      |
| 25 | Germania (bandiera)             | D     | Oliver Sorg        |
| 26 | Slovacchia (bandiera)           | A     | Erik Jendrišek     |
| 28 | Germania (bandiera)             | D     | Matthias Ginter    |
| 30 | Germania (bandiera)             | D     | Christian Günter   |
| 31 | Slovacchia (bandiera)           | C     | Karim Guédé        |
| 32 | Germania (bandiera)             | C     | Marc Lais          |
| 33 | Francia (bandiera)              | C     | Mounir Bouziane    |
| 35 | Germania (bandiera)             | A     | Sebastian Freis    |
| 36 | Germania (bandiera)             | P     | Alexander Schwolow |
| 40 | Germania (bandiera)             | C     | Daniel Caligiuri   |
| 41 | Germania (bandiera)             | D     | Immanuel Höhn      |

## Calciomercato

### Sessione estiva(dal 01/07 al 31/08)
| Acquisti | Acquisti              | Acquisti   | Acquisti   |
| R.       | Nome                  | da         | Modalità   |
| -------- | --------------------- | ---------- | ---------- |
| D        | Vegar Eggen Hedenstad | Stabæk     | definitivo |
| C        | Ezequiel              | Real Betis | prestito   |
| C        | Marco Terrazzino      | svincolato |            |
| A        | Max Kruse             | St. Pauli  | definitivo |

| Cessioni | Cessioni           | Cessioni           | Cessioni   |
| R.       | Nome               | a                  | Modalità   |
| -------- | ------------------ | ------------------ | ---------- |
| D        | Oliver Barth       |                    | svincolato |
| D        | Andreas Hinkel     |                    | ritiro     |
| A        | Simon Brandstetter | Karlsruhe          | prestito   |
| A        | Stefan Reisinger   | Fortuna Düsseldorf | definitivo |
| A        | Erich Sautner      | Hallescher         | prestito   |

### Sessione invernale(dal 01/01 al 31/01)
| Acquisti | Acquisti      | Acquisti       | Acquisti   |
| R.       | Nome          | da             | Modalità   |
| -------- | ------------- | -------------- | ---------- |
| A        | Hendrick Zuck | Kaiserslautern | definitivo |

| Cessioni | Cessioni         | Cessioni              | Cessioni   |
| R.       | Nome             | a                     | Modalità   |
| -------- | ---------------- | --------------------- | ---------- |
| D        | Beg Ferati       | Winterthur            | prestito   |
| C        | Anton Pucila     | Volga Nižnij Novgorod | definitivo |
| A        | Christian Bickel | Energie Cottbus       | definitivo |
| A        | Garra Dembélé    | Wuhan Zall            | prestito   |

## Organigramma societario
Area tecnica
- Allenatore: Christian Streich
- Allenatore in seconda: Patrick Baier, Lars Voßler
- Preparatore dei portieri: Andreas Kronenberg
- Preparatori atletici: Simon Ickert

## Risultati

### Bundesliga

#### Girone di andata
| Arbitro: | Aytekin |

|           |           |                       |
| Kruse 49’ | Marcatori | 65’ (rig.) Ivanschitz |

| Arbitro: | Meyer |

|                          |           |  |
| Castro 8’ Wollscheid 54’ | Marcatori |  |

| Arbitro: | Zwayer |

|                                                      |           |                                     |
| Guédé 17’ Kruse 27’ Diagne 68’ Makiadi 84’ Freis 86’ | Marcatori | 2’ Delpierre 57’ Vukčević 76’ Usami |

| Düsseldorf 22 settembre 2012, ore 15:30 CEST 4ª giornata | Fortuna Düsseldorf | 0 – 0 referto | Friburgo | Merkur Spiel-Arena (26 862 spett.)\| Arbitro: \| Dankert \| |
| Arbitro:                                                 | Dankert            |               |          |                                                             |

| Arbitro: | Kinhöfer |

|            |           |                     |
| Schmid 36’ | Marcatori | 48’ Akpala 59’ Hunt |

| Arbitro: | Brych |

|                |           |           |
| Meier 68’, 73’ | Marcatori | 50’ Kruse |

| Arbitro: | Weiner |

|                                                 |           |  |
| Makiadi 36’ Caligiuri 90’ (rig.) Terrazzino 90’ | Marcatori |  |

| Arbitro: | Hartmann |

|  |           |                                   |
|  | Marcatori | 40’ (rig.) Caligiuri 84’ Schuster |

| Arbitro: | Fritz |

|  |           |                       |
|  | Marcatori | 54’ Subotić 83’ Götze |

| Arbitro: | Stark |

|                |           |                      |
| De Camargo 49’ | Marcatori | 77’ (rig.) Caligiuri |

| Friburgo in Brisgovia 10 novembre 2012, ore 15:30 CET 11ª giornata | Friburgo | 0 – 0 referto | Amburgo | Mage Solar Stadion (24 000 spett.)\| Arbitro: \| Perl \| |
| Arbitro:                                                           | Perl     |               |         |                                                          |

| Arbitro: | Aytekin |

|                       |           |                          |
| Abdellaoue 33’ (rig.) | Marcatori | 12’ Schmid 55’ Rosenthal |

| Arbitro: | Welz |

|                                   |           |  |
| Rosenthal 23’ Krmaš 67’ Kruse 74’ | Marcatori |  |

| Arbitro: | Meyer |

|  |           |                                |
|  | Marcatori | 12’ (rig.) Müller 79’ Tymoščuk |

| Arbitro: | Dingert |

|           |           |            |
| Werner 9’ | Marcatori | 28’ Schmid |

| Arbitro: | Kircher |

|               |           |  |
| Caligiuri 15’ | Marcatori |  |

| Arbitro: | Stieler |

|            |           |                               |
| Farfán 20’ | Marcatori | 27’, 61’ Rosenthal 31’ Schmid |

#### Girone di ritorno
| Magonza 19 gennaio 2013, ore 15:30 CET 18ª giornata | Magonza | 0 – 0 referto | Friburgo | Coface Arena (27 519 spett.)\| Arbitro: \| Zwayer \| |
| Arbitro:                                            | Zwayer  |               |          |                                                      |

| Friburgo in Brisgovia 26 gennaio 2013, ore 18:30 CET 19ª giornata | Friburgo | 0 – 0 referto | Bayer Leverkusen | Mage Solar Stadion (22 500 spett.)\| Arbitro: \| Brych \| |
| Arbitro:                                                          | Brych    |               |                  |                                                           |

| Arbitro: | Hartmann |

|                  |           |          |
| Volland 10’, 26’ | Marcatori | 4’ Kruse |

| Arbitro: | Drees |

|           |           |  |
| Krmaš 87’ | Marcatori |  |

| Arbitro: | Sippel |

|                   |           |                                           |
| Petersen 39’, 64’ | Marcatori | 36’ Kruse 54’ (rig.) Caligiuri 71’ Ginter |

| Friburgo in Brisgovia 22 febbraio 2013, ore 20:30 CET 23ª giornata | Friburgo  | 0 – 0 referto | Eintracht Francoforte | Mage Solar Stadion (23 400 spett.)\| Arbitro: \| Gagelmann \| |
| Arbitro:                                                           | Gagelmann |               |                       |                                                               |

| Arbitro: | Zwayer |

|                   |           |            |
| Simons 33’ (rig.) | Marcatori | 83’ Schmid |

| Arbitro: | Schmidt |

|                   |           |                                                         |
| Kruse 2’ Flum 65’ | Marcatori | 7’ (aut.) Makiadi 16’ Vieirinha 22’, 49’ Olić 90’ Diego |

| Arbitro: | Weiner |

|                                                     |           |            |
| Lewandowski 41’, 45’ Şahin 44’, 72’ Bittencourt 78’ | Marcatori | 28’ Schmid |

| Arbitro: | Perl |

|                |           |  |
| Kruse 69’, 90’ | Marcatori |  |

| Arbitro: | Brych |

|  |           |            |
|  | Marcatori | 69’ Schmid |

| Arbitro: | Aytekin |

|                                        |           |            |
| Schulz 24’ (aut.) Kruse 43’ Schmid 74’ | Marcatori | 36’ Rausch |

| Arbitro: | Kinhöfer |

|                          |           |             |
| Gentner 33’ Ibišević 42’ | Marcatori | 88’ Santini |

| Arbitro: | Dingert |

|         |           |  |
| Can 35’ | Marcatori |  |

| Arbitro: | Zwayer |

|                        |           |  |
| Makiadi 31’ Schmid 61’ | Marcatori |  |

| Arbitro: | Siebert |

|               |           |                      |
| Zimmermann 3’ | Marcatori | 69’ Schmid 78’ Kruse |

| Arbitro: | Brych |

|            |           |                                 |
| Schmid 54’ | Marcatori | 20’ Draxler 57’ (aut.) Schuster |

### Coppa di Germania
| Arbitro: | Dietz |

|           |           |                     |
| Sachs 12’ | Marcatori | 11’ Kruse 79’ Freis |

| Arbitro: | Brych |

|  |           |                       |
|  | Marcatori | 1’ Caligiuri 84’ Flum |

| Arbitro: | Drees |

|  |           |           |
|  | Marcatori | 2’ Schmid |

| Arbitro: | Aytekin |

|                      |           |                                        |
| Parker 2’ Zimling 4’ | Marcatori | 86’ Santini 90’ (rig.), 109’ Caligiuri |

| Arbitro: | Meyer |

|                    |           |               |
| Boka 9’ Harnik 29’ | Marcatori | 14’ Rosenthal |

## Statistiche

### Statistiche di squadra
| Competizione      | Punti | In casa | In casa | In casa | In casa | In casa | In casa | In trasferta | In trasferta | In trasferta | In trasferta | In trasferta | In trasferta | Totale | Totale | Totale | Totale | Totale | Totale | DR |
| Competizione      | Punti | G       | V       | N       | P       | Gf      | Gs      | G            | V            | N            | P            | Gf           | Gs           | G      | V      | N      | P      | Gf     | Gs     | DR |
| ----------------- | ----- | ------- | ------- | ------- | ------- | ------- | ------- | ------------ | ------------ | ------------ | ------------ | ------------ | ------------ | ------ | ------ | ------ | ------ | ------ | ------ | -- |
| Bundesliga        | 51    | 17      | 8       | 4       | 5       | 25      | 18      | 17           | 6            | 5            | 6            | 20           | 22           | 34     | 14     | 9      | 11     | 45     | 40     | +5 |
| Coppa di Germania | -     | 0       | 0       | 0       | 0       | 0       | 0       | 5            | 4            | 0            | 1            | 9            | 5            | 5      | 4      | 0      | 1      | 9      | 5      | +4 |
| Totale            | -     | 17      | 8       | 4       | 5       | 25      | 18      | 22           | 10           | 5            | 7            | 29           | 27           | 39     | 18     | 9      | 12     | 54     | 45     | +9 |

### Andamento in campionato
| Giornata  | 1  | 2  | 3 | 4 | 5  | 6  | 7  | 8 | 9  | 10 | 11 | 12 | 13 | 14 | 15 | 16 | 17 | 18 | 19 | 20 | 21 | 22 | 23 | 24 | 25 | 26 | 27 | 28 | 29 | 30 | 31 | 32 | 33 | 34 |
| --------- | -- | -- | - | - | -- | -- | -- | - | -- | -- | -- | -- | -- | -- | -- | -- | -- | -- | -- | -- | -- | -- | -- | -- | -- | -- | -- | -- | -- | -- | -- | -- | -- | -- |
| Luogo     | C  | T  | C | T | C  | T  | C  | T | C  | T  | C  | T  | C  | C  | T  | C  | T  | T  | C  | T  | C  | T  | C  | T  | C  | T  | C  | T  | C  | T  | T  | C  | T  | C  |
| Risultato | N  | P  | V | N | P  | P  | V  | V | P  | N  | N  | V  | V  | P  | N  | V  | V  | N  | N  | P  | V  | V  | N  | N  | P  | P  | V  | V  | V  | P  | P  | V  | V  | P  |
| Posizione | 10 | 14 | 8 | 8 | 12 | 14 | 11 | 7 | 12 | 12 | 11 | 10 | 6  | 10 | 11 | 9  | 5  | 6  | 8  | 8  | 5  | 5  | 5  | 5  | 8  | 9  | 7  | 5  | 5  | 5  | 6  | 6  | 5  | 5  |

Legenda:

Luogo: C = Casa; T = Trasferta. Risultato: V = Vittoria; N = Pareggio; P = Sconfitta.

### Statistiche dei giocatori
| Giocatore     | Bundesliga | Bundesliga | Bundesliga  | Bundesliga | Coppa di Germania | Coppa di Germania | Coppa di Germania | Coppa di Germania | Totale   | Totale | Totale      | Totale     |
| Giocatore     | Presenze   | Reti       | Ammonizioni | Espulsioni | Presenze          | Reti              | Ammonizioni       | Espulsioni        | Presenze | Reti   | Ammonizioni | Espulsioni |
| ------------- | ---------- | ---------- | ----------- | ---------- | ----------------- | ----------------- | ----------------- | ----------------- | -------- | ------ | ----------- | ---------- |
| D. Batz       | -          | -          | -           | -          | -                 | -                 | -                 | -                 | -        | -      | -           | -          |
| O. Baumann    | 34         | 0          | 0           | 0          | 5                 | 0                 | 0                 | 0                 | 39       | 0      | 0           | 0          |
| A. Schwolow   | -          | -          | -           | -          | -                 | -                 | -                 | -                 | -        | -      | -           | -          |
| F. Diagne     | 30         | 1          | 3           | 1          | 4                 | 0                 | 2                 | 0                 | 34       | 1      | 5           | 1          |
| M. Ginter     | 23         | 1          | 4           | 0          | 3                 | 0                 | 0                 | 0                 | 26       | 1      | 4           | 0          |
| C. Günter     | 7          | 0          | 1           | 0          | 1                 | 0                 | 0                 | 0                 | 8        | 0      | 1           | 0          |
| V. Hedenstad  | 16         | 0          | 1           | 0          | 4                 | 0                 | 0                 | 0                 | 20       | 0      | 1           | 0          |
| I. Höhn       | 8          | 0          | 1           | 0          | -                 | -                 | -                 | -                 | 8        | 0      | 1           | 0          |
| P. Krmaš      | 17         | 2          | 3           | 0          | 4                 | 0                 | 1                 | 0                 | 21       | 2      | 4           | 0          |
| M. Mujdža     | 23         | 0          | 7           | 0          | 3                 | 0                 | 1                 | 0                 | 26       | 0      | 8           | 0          |
| O. Sorg       | 32         | 0          | 3           | 0          | 4                 | 0                 | 0                 | 0                 | 36       | 0      | 3           | 0          |
| T. Albutat    | 1          | 0          | 0           | 0          | -                 | -                 | -                 | -                 | 1        | 0      | 0           | 0          |
| D. Caligiuri  | 29         | 5          | 10          | 0          | 4                 | 3                 | 1                 | 0                 | 33       | 8      | 11          | 0          |
| Ezequiel      | 2          | 0          | 0           | 0          | -                 | -                 | -                 | -                 | 2        | 0      | 0           | 0          |
| J. Flum       | 26         | 1          | 1           | 0          | 3                 | 1                 | 0                 | 0                 | 29       | 2      | 1           | 0          |
| K. Guédé      | 21         | 1          | 4           | 1          | 4                 | 0                 | 1                 | 0                 | 25       | 1      | 5           | 1          |
| S. Kerk       | 1          | 0          | 0           | 0          | -                 | -                 | -                 | -                 | 1        | 0      | 0           | 0          |
| M. Lais       | 1          | 0          | 0           | 0          | -                 | -                 | -                 | -                 | 1        | 0      | 0           | 0          |
| C. Makiadi    | 29         | 3          | 4           | 0          | 5                 | 0                 | 1                 | 0                 | 34       | 3      | 5           | 0          |
| J. Rosenthal  | 20         | 4          | 0           | 1          | 4                 | 1                 | 2                 | 0                 | 24       | 5      | 2           | 1          |
| J. Schmid     | 33         | 11         | 0           | 0          | 5                 | 1                 | 0                 | 0                 | 38       | 12     | 0           | 0          |
| J. Schuster   | 31         | 1          | 11          | 0          | 5                 | 0                 | 1                 | 0                 | 36       | 1      | 12          | 0          |
| M. Terrazzino | 6          | 1          | 0           | 0          | -                 | -                 | -                 | -                 | 6        | 1      | 0           | 0          |
| H. Zuck       | -          | -          | -           | -          | -                 | -                 | -                 | -                 | -        | -      | -           | -          |
| S. Freis      | 12         | 1          | 0           | 0          | 2                 | 1                 | 1                 | 0                 | 14       | 2      | 1           | 0          |
| E. Jendrišek  | 9          | 0          | 1           | 0          | -                 | -                 | -                 | -                 | 9        | 0      | 1           | 0          |
| M. Kruse      | 34         | 11         | 1           | 0          | 5                 | 1                 | 1                 | 0                 | 39       | 12     | 2           | 0          |
| I. Santini    | 14         | 1          | 1           | 0          | 3                 | 1                 | 0                 | 0                 | 17       | 2      | 1           | 0          |
| G. Dembélé    | 3          | 0          | 0           | 0          | -                 | -                 | -                 | -                 | 3        | 0      | 0           | 0          |
| A. Putilo     | 2          | 0          | 0           | 0          | -                 | -                 | -                 | -                 | 2        | 0      | 0           | 0          |